# Molly Moon detiene el mundo
Molly Moon detiene el mundo es el segundo libro de la serie Molly Moon, escrita por Georgia Byng.

## Argumento
Los hechos del libro transcurren tres meses después del final de "Molly Moon y el increíble libro del hipnotismo".
El libro comienza con Davina Nuttel molesta en su limosina por un hombre extraño que entró en su camerino, más tarde cuando llega a su casa ese hombre (Primo Cell) la secuestra para llevarla a su mansión en Los Ángeles. 
Mientras tanto Molly Moon tiene una vida normal arreglando la Casa de la Felicidad (su orfanato). Más tarde Lucy Logan la invita a su casa y le informa que Primo Cell es un asesino, planea adueñarse del mundo y ser el presidente de los Estados Unidos, debido a esto le pide que le ayuda a detenerle. Molly acepta y viaja a Los Ángeles con Rocky, Holly, Pétula y los demás niños del orfanato y se hospedan en un hotel llamado El Castillo Marmoset.
Durante su estancia en el hotel, Molly descubre que con un diamante que encontró en el anterior libro puede detener el mundo y así detener el plan de Cell, por lo que comienzan el plan de acción: Molly y Rocky consiguen colarse y entrar a la mansión de Primo Cell, pero los atrapa y los pone en una cámara para que sean asesinados por una urraca de metal filuda para que mueran. Sinclair (el hijo de Primo) se percata de eso y los saca de allí borrando sus identidades y dejándolos en trance por siete meses hasta que despiertan en una casa de playa, por lo que Sinclair los ayuda para llegar a su casa en las colinas de Hollywood.
Entonces, atrapan a Primo y lo deshipnotizan con la contraseña "Con Total Puntualidad", para darse cuenta de que Lucy Logan en realidad es malvada y que ella y Primo son los Padres de Molly. Lucy aparece y trata de matar a Molly, pero es atrapada y se dan cuenta de que es en realidad Cornelius Logan, el hermano gemelo de Lucy y el Tío de Molly, y que la verdadera Lucy está atrapada. Molly hipnotiza a Cornelius haciéndole creer que es una cabra y regresa a Briersville para vivir con su madre, mientras que Rocky y los demás niños del orfanato se mudan a la mansión de Primo Cell.

## Personajes

### Personajes principales
- Molly Moon (protagonista)
- Pétula
- Rocky Sca
- Primo Cell (protagonista secundario)
- Sinclair Cell
- Lucy Logan
- Cornelius Logan

### Personajes secundarios
- Roger Fibbin
- Forest
- Sally Cell
- Gloria Heelheart
- Hercules Stone
- King Moose
- Suky Champagne
- Stephany Goulash
- Cosmo Ace
- Muriel Trinklebury
- Simon Nockman
- Gerry Oakles
- Gemma Patel
- Hazel Hackersly

- Datos: Q5226838